# Теневая маска

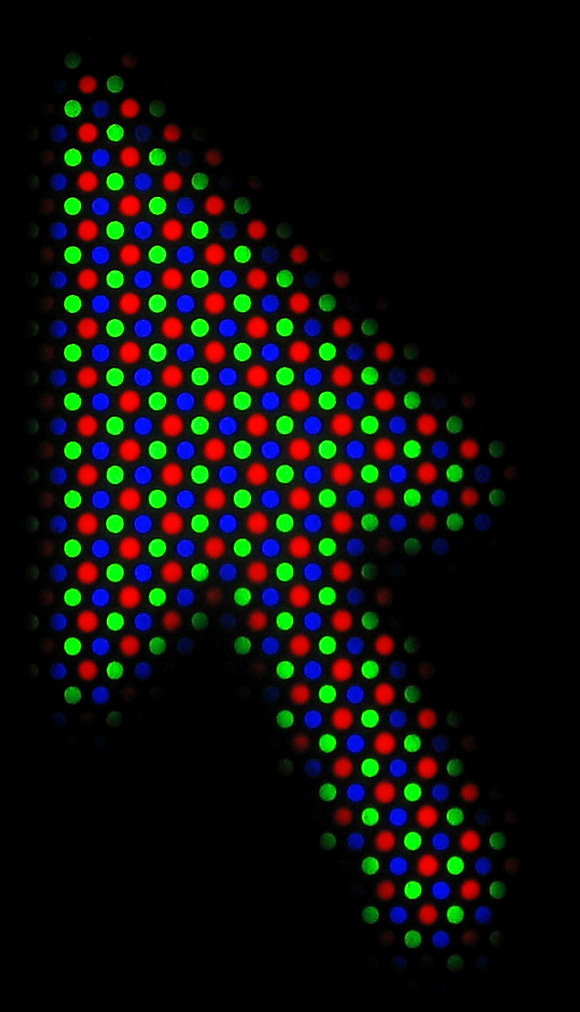
Увеличенное изображение серого курсора на чёрном фоне, как он выглядит на экране с теневой решёткой

Теневая маска (англ. shadow mask), Теневая решётка, Дельтовидная технология — конструктивный элемент телевизионного или компьютерного ЭЛТ—дисплея. Представляет собой металлическую растровую сетку с круглыми отверстиями. Для уменьшения деформаций, приводящих к неточности совмещения цветов, маску изготавливают из инвара — сплава железа и никеля с малым температурным расширением. Луч проходит через ячейки этой сетки и попадает на предназначенный для него элемент цветовой триады люминофора. 
Одной из важнейших характеристик качества ЭЛТ является минимальное расстояние между одноцветными элементами триад. Для теневой маски эта характеристика называется dot pitch. Чем она меньше, тем больше разрешающая способность экрана.
Технология теневой маски, разработанная в 1950-х годах компанией RCA, получила широкое распространение в советских кинескопах. Второй основной технологией считается апертурная решётка, получившая популярность благодаря кинескопам «Тринитрон» японской компании Sony. Недостатком этой технологии считается более высокая заметность растровой структуры люминофора из-за его линейчатой, а не точечной формы. Однако, планарное расположение электронных пушек упрощает фокусировку и сведение электронных пучков. Кроме того, апертурная решётка считается более прозрачной по сравнению с теневой маской, обеспечивая повышенную яркость экрана.